# Binodella
Binodella is een geslacht van uitgestorven kreeftachtigen uit de klasse van de Ostracoda (mosselkreeftjes).

## Soorten
- Binodella binoda Bradfield, 1935 †
- Binodella gracila Guan, 1978 †
- Binodella pulchra Sun (Quan-Ying), 1984 †
- Binodella simplex Sun, 1978 †
- Binodella ziguiensis Sun (Quan-Ying), 1984 †